# Staurastrum omearii
Staurastrum omearii là một loài Song tinh tảo trong họ Desmidiaceae, thuộc chi Staurastrum.